# Nomioides curvilineatus
Nomioides curvilineatus är en biart som först beskrevs av Cameron 1907.  Nomioides curvilineatus ingår i släktet Nomioides och familjen vägbin. Inga underarter finns listade i Catalogue of Life.